# Скіфська мова
Скіфська, або скитська мова — мова європейських скіфів (сколотів) класичного та еліністичного періоду, яка належить до східних іранських мов, індоіранської групи індоєвропейської мовної родини. Належить до давньоіранських мов.
Інколи під визначенням «скіфська мова» розуміють сукупність «скіфо-сарматських діалектів» — мов (діалектів) «іраномовних сакських чи скіфських племен, розповсюджених в сер. І тис. до н. е. на величезній території — від узбережжя Чорного моря до кордонів Китаю». Саме така сукупність давньосхідноіранських мов має код xsc й у цій статті не розглядається.
Отже, аналіз наявного матеріалу дає підстави для припущень, що скіфська була близька до мов, які згодом лягли в основу таких мов, як пушту, бактрійська, мунджанська-їдга (далі мови бактрійського кола).

## Фонетичні особливості скіфської мови
Враховуючи те, що базовим критерієм класифікації іранських мов залишаються історико-фонетичні мовні ознаки, нижче оглядово наведено висловленні думки, відповідно до сучасного стану вивчення скіфської мови, з попереднім зводом спільних для усіх (не без винятків) східноіранських мов іновацій у фонетиці.
| Праір. | Зах.ір. | Сх.ір. |
| ------ | ------- | ------ |
| *b-    | b-      | β-     |
| *d-    | d-      | δ-     |
| *g-    | g-      | γ-     |
| *č-    | č-      | c-     |
| *-ft-  | -ft-    | -vd-   |
| *-xt-  | -xt-    | -γd-   |

### За С.В.Кулландою[2]
| Початкова загальноіранська | Похідна скіфська  | Приклади                                              |
| -------------------------- | ----------------- | ----------------------------------------------------- |
| *d                         | *l (окрім γd, nd) | Παραλάται = paraδāta- Παιρίσαλος = Παιρισάδης         |
| *xš-                       | *š/s-             | Σαιταφάρνης < *Xšaitafarna Ῥευσίναλος < Ῥευξιναλῶς    |
| *ś                         | *θ                | Σπαργαπείθης < *Spargapaiśa- Ἀριαπείθης < *Aryapaiśa- |
| *-nt-                      | *-d- (?)          | Μαδύης < *mantu- Ἀμάδοκοι < *a-mantu-ka-              |
| *-θ-                       | -ø- (?)           | *pāyah < *paθayah (з Ἐξαμπαῖος)                       |
| *-š-                       | -ø- (?)           | σποῦ < *spaḱsu καραρύες < *kərəšaru-                  |
| *h-                        | -ø- (?)           | Ἀτέας < *Hatya-                                       |
| *tṷ                        | *t (?)            | Τάξακις / Τόξαρις < *Tṷaxša-ka- Σκόλοτοι < *Skula-tva |
| *ṷ-                        | ø (?)             | Ὄρικος < *Ṷarika-/Ṵaryaka-                            |

### За М.Д.Бухаріним
- д. іран. *d > сх. іран. *δ > скіф. *l (λ)[4];
- монофтонгізація дифтонгів, що передавалися давньогрецькою за допомоги коротких голосних: д. іран. *au > скіф. *ō > грецька ο[4];
- початкове д. іран. *xš- > скіф. *s/š[5].

### За С.Р.Тохтасьєвим
- закрита артикуляція скіф. *u — передача переважно грец. ο, інколи грец. υ[6];
- праір. *d > сх. іран. *δ > скіф. *l[7];
- праір. *ś (*ć) > скіф. *θ (відомі й *ś > *s)[7];
- праір. *gh+t > скіф. *γd[7];
- праір. *k+t > скіф. *xt[7];
- праір. *śṷ (*ćṷ) > скіф. *sp[7];
- праір. *au > скіф. *ō[8].

Дуже цікавим додатком для вивчення мови скіфів (принаймні на останню половину V ст. до н. е.) є комедія Арістофана «Жінки на святі Тесмофорій», яку було написано ним до/близько 410 р. до н. е.. Отже, як особливості вимови Скіфа, серед іншого, визначено наступне:
- аттичні аспірати θ, φ, χ вимовлялися як проривні τ, π, κ;
- наявність початкової h- (х-);
- відсутність різниці між довгими голосними ī та ē (відтворення еллінської «сильної» [e] «слабкою» [i])[9];
- відсутність кінцевих -ν та -ς[10].

Показовою є й вимова Скіфом антропоніму грец. Ἀρτεμισία — *Artamṷxšā (< грец. Ἀρταμουξία).

### Резюмуючи
З більшою чи меншою впевненістю характерними особливостями мови скіфів наразі можна визначити наступне (ір. — пра-/загальноіранська мова).
- ір. *aṷ > скіф. *ō (у позиції перед приголосною)

(Διθαγοιαι < *dṷai- + *hau-).
 — ір. *-aṷa- > скіф. *-aṷ-
 — ір. *-aṷa > скіф. *-aṷa
- ір. *d > скіф. *l

(Σκόλοτοι < *skulatā < *skudatṷa; Πάλακος < Palaka < Pāδaka; Παραλάται < paralata- < *paradāta-; Σαύλιος < *Saulya- < *Saudya- тощо).
- ір. *dṷ > скіф. *d (у позиції перед голосною)

(’Ιδανθος (-έμις, -ούρας) < ір. *ṷaidṷant-; Διθαγοιαι < *dṷai- + *hau-).
- ір. *d > скіф. *d, але можливо ір. *dṷ > скіф. *d

(Μαδύης < Madṷa; Ὀκταμασάδης < *hṷaxšta- + *ćad-ṷa).
- ір. *hṷ > скіф. *xṷ

(Άναχυρςις/Ἀνάχαρσις < *an(a)- *hṷ- *aršan-, Ὀποίη < *hṷ-apa(h)-yā) 
- ір. *-nd- > скіф. *-nd-

(Κολανδάκης).
- ір. *-ršt- > скіф. *-rt-

(Par/Bar-ta-tū-a < *paršta- + *taṷa-).
- ір. *-rt- > скіф. ? та ір. *θr- / *-θr- > скіф. ?

певної уваги заслуговує повна відсутність у наразі відомих скіфських словах таких сполучень, і взагалі співвідношення *t та *θ, статус останньої залишаються невизначеними.
- ір. *śṷ > скіф. *sp

(ΧΑΡΑΣΠΟΥ, Τράσπιες, Iš-pa-ka-a-a).
- ір. *tṷ > скіф. *t (у позиції перед голосною)

(Τάξακις (-αμις, -αρις) < *taxša- < *tṷaxša-; Σκολότοι < *skulatā < *skudatṷa).
- ір. *ṷ > скіф. *ṷ

залишився як сонант, який у певних позиціях міг звучати як приголосний чи як голосний (короткий та подовжений).
- ір. *ṷa > скіф. *ṷ (за винятком сполучень *dṷa, *tṷa, *-aṷa)

(Ἀργότας < *arg-ṷata та інші з суф. *-ṷt; ’Ιδανθος (-έμις, -ούρας) < *ṷaid-ṷant-a; αυχάται < *aṷah-(a)t-a, Σαύλιος < *saṷa-*di-ya).
- ір. *-xšt- > скіф. *-xt-

(Ἀκτιγαίοˉ < *axšti- + *gai-; Ὀκταμασάδης < *hṷaxšta- + *ćad-ṷa).
- ір. *xt > скіф. *γd

(Ἰγδαμπαίης)
Окремої уваги заслуговують наступні припущення.
1. ір. *ś (*ć) > скіф. *θ
(Σπαργαπείθης / Ἀριαπείθος < *paiθa(h) < *paēs(a)-), ґрунтуючись на якому було висловлено припущення щодо виділення скіфської в окрему мову ще до розділу іранських мов на східну й західну мовні групи. Але щодо геродотових грец. -πείθης виникають питання, а саме — тільки попередньо переглянутих на ресурсі Epigraphy.packhum.org — 171 згадка більше десятка грецьких антропонімів з такою складовою (грец. Ξενοπείθης, Διοπείθης, Νεοπείθης, Κλεοπείθης, Ε̣ὐπ̣ε̣ίθ̣η̣ς, Θεοπείθης, Ἐπιπείθης, Ἀριστοπείθης, Ἀνδροπείθης,  Ἀξιοπείθης тощо). Припущення щодо зазначеної особливості у мові скіфів, побудоване на гіпотетичній відповідності згаданих Геродотом імен скіф. Σπαργαπείθης та масагетського Σπαργαπίσης, за близько півсторіччя досліджень не знайшло додаткових підтверджень, й, імовірно, названі антропоніми у передачі Геродота є елінізованими, найімовірніший залишаються етимології М. Фасмера.
2. ір. *xš- > скіф. š/s- 
 У цьому припущенні слабким місцем є власне матеріал дослідження:
- Σαιταφάρνης — сер. III ст. до н. е., не скіфське;
- Σατραβάτης Σπιθάμεω — сер. IV ст. до н. е. (CIRB 1066) з азійської частини Боспору — з Гермонаси, тобто є велика ймовірність не скіфського походження (сіндське, меотське, савроматське тощо, чи взагалі малоазійське) на додаток за умови належності Σατραβάτης до скіфської, це було б єдиним наразі відомим прикладом *-θr- у цій мові;
- Asampatas Плінія («NATURALIS HISTORIA», IV, XXVI, 88), яке походить безумовно з боспорських джерел, можливо, й відображає новий щабель розвитку скіфської мови, але для сер. V ст. до н. е. має архаїчніший варіант — геродотове  Ἐξαμπαῖος (Ιστορίης, IV, 52, Ιστορίης, IV, 81).

І це не єдине свідчення поступового переходу скіфської від давньо- до середньо-іранського етапу розвитку мови. Починаючи з середини IV ст. до н. е. серед скіфських антропонімів зафіксовано перехід *p (*ph) > *f (Καφακης), який, ймовірно, ще не став регулярним. Якщо прийняти твердження В. Б. Хеннінга щодо африкат у середньоіранських мовах, то в анлауті пізньоскіфського Σεναμωτις ми можемо припустити *c-, яку було відбито на письмі грецькою Σ. Хоча, ці поодинокі факти (за умови, що самі припущення є вірними), найімовірніше, були тільки початком відповідних змін у фонетиці мови скіфів.
Враховуючи повну відсутність текстів скіфською, наразі є можливість для певних припущень щодо морфології скіфської лише на аналізі власних імен.
Отже, можна констатувати наявність категорії роду (чол. та жін.) принаймні на середину V ст. до н. е. Для жіночих імен епіграфічно підтверджено суфікси *-i (Ταβιτί, Ἀπί), *-ā (Ἀργίμπασα). Для чоловічих — *-a.
Щодо числа — будь-які свідчення відсутні. Також відсутні будь-які свідчення щодо відмінків та відмінювання.
Для прикметників невідомі категорії числа, роду та відмінки. Можливо припустити суфікс категорій порівняння *-išta (Βορυσθένης) для найвищого ступеня.
У словоутворенні дуже поширеним (відповідно до обсягу матеріалу) є суфікс *-m-, ймовірно як суфікс прикметників, відносних чи первинного утворення (але, можливо, й суфікс іменника у непрямому відмінку).
Ймовірними є *-ṷa — суфікс прикметника від основи іменника та суфікси пасивних імен дії: *-ta (*-θa) — (*dita < *dṷai- + -ta — жах від лякати; *gaita- < *gai- + -ta — життя від жити).
У префіксальному словоутворенні можливо припустити наступні:
- *xṷ-  — добро- (*(x)ṷpayā- < *hṷa-*apah-yā);
- *a-/*an- — не- (*anārya- < *a-*nar-ya).

| Грецький алфавіт та звуки скіфської мови | Грецький алфавіт та звуки скіфської мови | Грецький алфавіт та звуки скіфської мови                      | Грецький алфавіт та звуки скіфської мови | Грецький алфавіт та звуки скіфської мови | Грецький алфавіт та звуки скіфської мови |
| Літера гр. абетки                        | Звуки скіф.                              | Приклад                                                       | Окремі сполучення                        | Скіф.                                    | Приклад                                  |
| ---------------------------------------- | ---------------------------------------- | ------------------------------------------------------------- | ---------------------------------------- | ---------------------------------------- | ---------------------------------------- |
| α                                        | *a *ā                                    | Ἀριάντας, Ἀτάκεος … Ἀσαίης, Ἀταης …                           |                                          |                                          |                                          |
| β                                        | *β                                       | Βαστάκας, Τυρβακος                                            |                                          |                                          |                                          |
| γ                                        | *γ *h(?)                                 | Ἰγδαμπαίης Ταργιτάος                                          |                                          |                                          |                                          |
| δ                                        | *d                                       | Ιδανθέμις, Διθαγοιαι                                          |                                          |                                          |                                          |
| ε                                        | *e *ə                                    | Σεναμωτις, Ἐμινακο̄ …                                          | ει (?)                                   | *ī (?)                                   |                                          |
| ζ                                        | *dz *z                                   | Μαζις Ἀλαζόνες                                                |                                          |                                          |                                          |
| η                                        | *ē                                       |                                                               |                                          |                                          |                                          |
| θ                                        | *θ *č(?)                                 | Θαθαίην, Θατορακος                                            |                                          |                                          |                                          |
| ι                                        | *i *y                                    | Σκίλουρος, Σαριακος Ἄριαπείθης,                               |                                          |                                          |                                          |
| κ                                        | *k                                       | Κοκονακος, Κανιται …                                          | κτ κσ κρ                                 | *xt *xš *xr                              | Ἀκτιγαίοˉ, Ὀκταμασιάδης Τόκσαμις ΑΚΡΟΣΑ  |
| λ                                        | *l                                       | Λιπόξαϊν, Πάλακος, Κολανδάκης …                               |                                          |                                          |                                          |
| μ                                        | *m                                       | Μαδύης, Ιδανθέμις …                                           |                                          |                                          |                                          |
| ν                                        | *n                                       | Χανάκης, Ἀριάντας …                                           |                                          |                                          |                                          |
| ξ                                        | *xš                                      | Ἐξαμπαῖος, Αχαξης …                                           |                                          |                                          |                                          |
| ο                                        | *o *ṷ *ō *xṷ-                            | ΑΚΡΟΣΑ (?) Τόκσαμις, Θατορακος Βορυσθένης Ὀποίη, Ὀκταμασιάδης | ου                                       | *ṷ (uṷ)                                  | Γνούρος, Σκίλουρος                       |
| π                                        | *p                                       | Πατικα, Ἀπί …                                                 |                                          |                                          |                                          |
| ρ                                        | *r                                       | Σαριακος, Ἀρίχο …                                             | ρρ                                       | ?                                        | Άναγέρρης (?), Γέρρος                    |
| σ / ς                                    | *s *š *c *z                              | Σκολότης, Ἀργίμπασα … Ἀσαίης Σεναμωτις Ταπερεσαίο             |                                          |                                          |                                          |
| τ                                        | *t                                       | ΤΑΝΟΥΣΑ, Ἀκτιγαίο …                                           |                                          |                                          |                                          |
| υ                                        | *ṷ *ī                                    | Άναχυρςő, αυχάται Λύκος                                       |                                          |                                          |                                          |
| φ                                        | *f                                       | Καφακης                                                       |                                          |                                          |                                          |
| χ                                        | *x (kh)                                  | Χανάκης, Άναχυρςő                                             |                                          |                                          |                                          |
| ω                                        | *ō                                       | Σεναμωτις, Σκώπασις                                           |                                          |                                          |                                          |

## Місце мови скіфів у східноіранській мовній групі

### 1. Скіфська та мови «бактрійського кола»
В загальному огляді певних питань іраністики Дж. Едельман зазначає:
Цікавий в методичному плані історико-фонетичний приклад переходу праіранської *d> *l у низці іранських мов регіону Гіндукушу (в пушту, мунджанській, їдга, бактрійській). Цей перехід традиційно розглядався в низці праць як генетично спільний, поєднуючий ці мови в генетичну підгрупу, відмінну від інших іранських мов. Були також спроби пояснити аналогічний перехід *d> *l в іранських мовах інших ареалів впливом бактрійскої мови або їхньою особливою генетичною близькістю з бактрійською. При цьому не враховувалося, що особливо близька спорідненість мов, що входять, в свою чергу, в одну сім'ю, визначається, як відомо, не артикуляційною схожістю рефлексів одиничного давнього прототипу, а … сукупністю системних інновацій, що відрізняють означену групу мов від інших мов цієї родини, менш близьких генетично. Однак залучення інших, не іранських, мов ареалу Східного Гіндукушу показало, що тут перехід *d> *l — ареальне явище, притаманне різним мовам означеного регіону, незалежно від їхньої генетичної приналежності, не тільки іранським. Крім того, він пов'язаний з певною типологією фонологічних структур і фонетичних змін…
Докладніше.
1. «Сукупність системних інновацій» — на наявному скіфському матеріалі визначати зарано, але й відомі «інновації» досить переконливі. Слід зауважити, що бактрійська мова — середньоіранська (за часом) південно-східноіранська мова, відома нам з пам'яток І-VII ст.ст. Бактрійська була рідною мовою кушан, ширше тохарів-юечжі й, імовірно, всі сучасні мови цієї групи (муджанська, пушту, їдга) походять від мов сакаравлів та тохарів-юечжі, які на межі II—I ст.ст. до н. е. розселилися на територіях сучасних Афганістану та Пакистану. Вже на час розселення юечжів та сакаравлів на цих територіях власне скіфську з однієї сторони та мови тохарів та сакаравлів з іншої розділяли більш як 500 років розвитку у різних умовах, в різному оточенні, під різними впливами. Навіть з урахуванням консерватизму кочових народів ми апріорі можемо бачити лише залишки «сукупності системних інновацій».
2. «Ареальне явище» — означений перехід *d > *l залишився без визначення ані природи, ані напрямку запозичень, ані їхнього часу, що, своєю чергою, залишає актуальним припущення щодо «ареальності» цього явища в інші (давніші) часи й у інших ареалах, можливо за часів скіфо-сибірської культурної спільноти, до міграції скіфів до Пн. Кавказу, тобто існування певної діалектної групи ще у праіранській мові.
Щодо сумнівності переходу d > δ > l у мові скіфів («діалекті „царських“ скіфів») у часи їхніх закавказьких навал, висловлено досить аргументовані тези.

Щодо «різних» діалектів різних племен скіфської орди, то наразі можна обґрунтовано говорити лише про дві її етноскладові — власне скіфів та залучених кімерійців (доскіфський елемент). Відповідно, логічними були б й дві мови (чи групи говірок). Як приклад — нічого не заважає бачити у таких словах, як грец. Τάναϊς, Βορυσθένης, Σκύϑαι доскіфський (кімерійський) елемент. Щодо скіфів та кімерійців слушною є наступна думка:
В цілому, мені здається, точка зору, згідно з якою кімерійці в період своїх вторгнень в Передню Азію були носіями «ранньоскіфської» археологічної культури, залишається найбільш обґрунтованою. До тієї ж культури, імовірно, належали і історичні скіфи. Йдеться про дві групи, які були дуже близькі між собою з культурної, а також, ймовірно, мовної та етнічної точки зору, але все ж досить чітко розрізнялися.
| *b; *g | *β/*v; *γ | *β; *γ | *nč              | *nζ              | ?                | *hr      | *r          | *xr      |
| *d     | *l        | *l     | *-p-, *-t-, *-k- | *-b-, *-d-, *-γ- | *-p-, *-t-, *-k- | *xr      | *xr         | ?        |
| *θ     | *h        | *θ (?) | *č, *ǰ           | *c, *ʒ > *s, *z  | *c, *ʒ           | *hṷ      | *xo         | *xṷ      |
| *-k-   | *-γ-      | *-k-   | *xt              | *γd              | *γd              | *rš      | *š          | *rš      |
| *dṷ    | *lβ, *β   | *d     | *ft              | *vd              | ?                | *rž      | *z          | ?        |
| *tṷ    | ?         | *t     | *xšt             | *xt, *xš         | *xt              | *rz, *rs | *rz, *rs    | *rz, *rs |
| *θṷ    | *lf       | ?      | *xšn-            | *xn              | ?                | *rst     | *št         | *rt      |
| *nd    | *nd       | *nd    | *śṷ              | *sp              | *sp              | *rn      | *r          | *rn      |
| *nt    | *nd       | *nt    | *fš              | *f, *x           | ?                | *ṷr      | *r          | *ṷr      |
| *nk    | *ƞg       | *nk    | *štk             | *šk              | ?                | *xš      | *š          | *xš / *š |
| *mk    | *ƞg       | *mk    | *sr              | *š               | ?                | *au      | (*ava >) *ō | *ō       |
| *nθ    | *h        | *nθ    | *-str-           | *-š-             | ?                | *ṷa      | *va         | *ṷ       |
| *ns    | *s        | ?      | *θr              | *hr, *r          | ?                |          |             |          |

| Паралелі відомих антропонімів скіфів та саків | Паралелі відомих антропонімів скіфів та саків | Паралелі відомих антропонімів скіфів та саків  |
| Скіфи (скіф. мова)                            | Сакаравали (мова індо-скіф.)                  | Праір. основа (можливий варіант реконструкції) |
| --------------------------------------------- | --------------------------------------------- | ---------------------------------------------- |
| Λύκος                                         | ΛΙΑΚΟ / liako                                 | *di̭ā- (Lyāka)                                  |
| Πατικα                                        | Patika                                        | *pat-                                          |
| Σπαλω (?)                                     | ΣПАΛYРІОΣ / Spalahoro Spalagadamasa           | *spād- (Spālūra / Spālaura; Spālaγdama)        |

### 2. Скіфська мова тасармато-осетинські діалекти
Тривалий час скіфську мову розглядали як певний етап розвитку (через сарматську чи сармато-аланську) осетинської мови. У виданні «Етимологічного словника іранських мов» щодо співвідношення скіфської, сарматської та осетинської визначено лише те, що вони східно-іранські й як «скіфо-сарматські діалекти та продовжуючу один з них (або їхню споріднену групу) осетинську». Досліджувачі власне скіфської більш категоричні. 
| «… Теорію скіфо-сарматсько-осетинського мовного континууму має бути відкинуто. В історичний період мову причорноморських скіфів (власне, „царських скіфів“), з одного боку, і сарматську (і, ймовірно, її раніший щабель — савроматську) з осетинською, з іншого, поєднує тільки те, що обидві вони іранські, а саме східно-іранські …»[7] |